# Cappella di Santa Barbara (Sorano)
La cappella di Santa Barbara è un edificio religioso situato nel centro storico di Sorano, all'interno della fortezza Orsini, in posizione attigua rispetto al fabbricato che ospitava l'armeria.
Di origini incerte, la piccola chiesa dedicata a santa Barbara fu costruita all'interno della fortezza Orsini dopo gli interventi di ristrutturazione avvenuti in epoca tardorinascimentale; la sua esistenza, accertata in una mappa del 1749, permette di circoscrivere il periodo di origine soltanto in modo molto approssimativo tra il tardo Cinquecento e la prima metà del Settecento.
Con la completa dismissione della fortezza, la cappella rimase sempre di proprietà privata ma, nonostante i numerosi passaggi di proprietà, durante il secolo scorso non fu praticamente mai più utilizzata per la celebrazione di funzioni religiose, finendo per andare incontro ad un lento ed inesorabile degrado. Negli anni settanta, furono effettuati alcuni lavori di ristrutturazione.
La Cappella di Santa Barbara si presenta come un semplice edificio a pianta rettangolare, con l'interno ad aula unica e il tetto a capanna.